# مولدوفا ناد بودفوا
مولدوفا ناد بودفوا (بالإنجليزية: Moldava nad Bodvou)‏ هي بلدة و municipality of Slovakia تقع في سلوفاكيا في ريف كوشيتسه. يقدر عدد سكانها بـ 11,086 نسمة .

## المدن التوأمة
مدن Edelény و Encs هي مدن توأمة لـمولدوفا ناد بودفوا.